# Vasquin Philieul
Vasquin Philieul de Carpentras, né en 1522 à Carpentras, décédé entre 1582 et 1586, est un traducteur et auteur français inspiré par la littérature italienne.
En 1548, il donne sous le titre de  Laure d’Avignon la première traduction en vers du Canzoniere de Pétrarque (200 sonnets).